# Soleil Moon Frye
Pour les articles homonymes, voir Frye.
Soleil Moon Frye est une actrice américaine, née le 6 août 1976, à Glendora, Californie.

## Biographie
Soleil Moon Frye commence sa carrière d'actrice à l'âge de deux ans, après avoir vu son père Virgil Frye et son frère Meeno Peluce, à la télévision. Sa mère devient son manager, et Soleil devient mondialement célèbre grâce au rôle phare de Punky Brewster en 1984, sur NBC. À l'âge de treize ans, Soleil est brutalement atteinte d'une hypertrophie virginale. À l'âge de quinze ans, elle doit porter des bonnets 100E (38DD) pour une taille d'1,55 m. Sa grosse poitrine nuisait à sa carrière d'actrice, les producteurs ne voulant plus l'engager. Mal dans sa peau, elle confiera que les hommes la traitaient comme un objet sexuel, « les gens commençaient à me prendre pour une bimbo », dira-t-elle au magazine People, « je ne pouvais pas m'asseoir quelque part sans que les gens me prennent pour une prostituée ». Trois mois avant son 16e anniversaire eut lieu une réduction mammaire. Malgré son âge, sa réduction mammaire fut fortement médiatisée (débat télévisé). En même temps, on lui prêtera une relation avec l'acteur Edward Furlong (Terminator 2).
Elle joue le rôle de Laura, une gentille monitrice, dans le téléfilm d'horreur Piranha (en), où tourne aussi Mila Kunis, dans le rôle de Susie,, à l'instar aussi de Darlene (Shannon Farrara), jouant aussi sa meilleurs amie et tous deux la soutenant, fortement, contre les moqueries des autres enfants à son égard ceci due à la peur, d'entrer au contact de l'eau pendant le camp de vacances d'été où elle réside.
Elle tourne dans plusieurs séries télévisées avant Sabrina, l'apprentie sorcière avec Melissa Joan Hart.
Elle est mariée au producteur Jason Goldberg depuis le 25 octobre 1998. Le couple a quatre enfants : une fille née en 2005, et une née en 2008. L'acteur Ashton Kutcher est le parrain de leurs deux enfants,. Leur premier garçon nait en février 2014. Mi-novembre 2015, Soleil Moon Frye annonce qu'elle est enceinte pour la quatrième fois un garçon né en mai 2016.

## Filmographie

### Cinéma
- 1993 : The Liars' Club : Gigi
- 1994 : The St. Tammany Miracle : Julia
- 1995 : Twisted Love : Sharon Stewart
- 1996 : Flirt avec la mort (Mind Games) : Becky Hanson
- 1998 : Wild Horses
- 1999 : Motel Blue : Agent Kyle Rivers
- 2000 : The Girls' Room : Casey
- 2001 : Alex in Wonder : Alissa
- 2013 : For Better or for Worse

### Télévision
- 1983 : Who Will Love My Children ? (téléfilm) : Linda Fray
- 1984 : Invitation to Hell (téléfilm) : Chrissy Winslow
- 1984 : Ernie Kovacs: Between the Laughter de Lamont Johnson (téléfilm) : Elizabeth Kovacs #2
- 1984-1988 : Punky Brewster (série TV) : Pénélope « Punky » Brewster
- 1985 : Arnold et Willy (Diff'rent Strokes) (série TV) : Terry Harris
- 1985 : MacGruder and Loud (série TV) : Kathy
- 1987 : Panique au casino (You Ruined My life) (téléfilm) : Minerva
- 1990 : Where's Rodney ? (téléfilm) : Sonya
- 1990 : Les Années coup de cœur (The Wonder Years) (série TV) : Mimi Detweiler
- 1992 : Sauvés par le gong (Saved by the Bell) (série TV) : Robin
- 1994 : Summertime Switch (téléfilm) : Peggy
- 1995 : Piranha (en) (téléfilm) : Laura
- 1997 : Secret mortel (The Secret) (téléfilm) : Emily DeCapprio
- 1998 : Je t'ai trop attendue (I've Been Waiting for You) (téléfilm) : Kyra Thompson
- 1999 : Friends (série TV) : Katie
- 1999 : Working (série TV) : Jen Miller
- 2000-2003 : Sabrina, l'apprentie sorcière (Sabrina, the Teenage Witch) (série TV) : Roxie King
- 2005 : Bratz : Rock Angelz : Jade (voix)
- 2005-2006 : Bratz : Jade (voix, saison 1)
- 2006 : Bratz : Génie et Magie (Bratz: Genie Magic) : Jade (voix)
- 2006 : Bratz: Passion 4 Fashion Diamondz : Jade (voix)
- 2013 : Bratz Go to Paris: The Movie : Jade (voix)
- 2019 : Un décor de rêve pour Noël (téléfilm d'Amy Barrett) : Lori
- 2022 : Cool Attitude, encore plus cool : Zoey (voix originale)

### Réalisatrice
- 1998 : Wild Horses de Soleil Moon Frye et Meeno Peluce
- 2004 : Sonny Boy

### Scénariste
- 1998 : Wild Horses de Soleil Moon Frye et Meeno Peluce

## Distinctions

### Récompenses
- 1986 : Young Artist Awards : meilleure jeune actrice dans Punky Brewster
- 1989 : Young Artist Awards : meilleure jeune actrice dans Punky Brewster
- 2004 : San Diego Film Festival : meilleur documentaire pour Sonny Boy

### Nominations
- 1985 : Young Artist Awards : meilleure jeune actrice dans Punky Brewster
- 1988 : Young Artist Awards : meilleure jeune actrice dans Punky Brewster